# هیدروژن مایع
هیدروژن مایع (به انگلیسی: Liquid hydrogen) LH2 یک ترکیب شیمیایی با شناسه پاب‌کم ۷۸۳ است. شکل ظاهری این ترکیب، مایع بی‌رنگ است؛ و خاصیت سرمازایی بالایی دارد، و از سرد کردن هیدروژن تا دمایی نزدیک به زیر صفر (۲۷۳- درجه سانتی گراد) بدست می‌آید.

## کاربردها
هیدروژن مایع یک سوخت موشک مایع رایج برای کاربردهای موشکی است - هم ناسا و هم نیروی هوایی ایالات متحده تعداد زیادی مخزن هیدروژن مایع با ظرفیت جداگانه تا 3.8 میلیون لیتر (1 میلیون گالن ایالات متحده) را اداره می کنند. در اکثر موتورهای موشکی که با هیدروژن مایع سوخت می‌شوند، ابتدا نازل و سایر قسمت‌ها را قبل از مخلوط شدن با اکسیدکننده - معمولاً اکسیژن مایع (LOX) - خنک می‌کند و برای تولید آب با اثری از اوزون و پراکسید هیدروژن می‌سوزاند. موتورهای موشک H2-O2 عملی دارای سوخت غنی هستند به طوری که اگزوز حاوی مقداری هیدروژن نسوخته است. این امر فرسایش محفظه احتراق و نازل را کاهش می‌دهد. همچنین وزن مولکولی اگزوز را کاهش می‌دهد، که در واقع می‌تواند با وجود احتراق ناقص، تکانه‌های خاص را افزایش دهد.
	هیدروژن مایع را می‌توان به عنوان سوخت موتور احتراق داخلی یا پیل سوختی استفاده کرد. زیردریایی‌های مختلف (زیردریایی نوع 212، زیردریایی نوع 214) و خودروهای مفهومی هیدروژنی با استفاده از این نوع هیدروژن ساخته شده‌اند. به دلیل شباهت آن، سازندگان گاهی اوقات می‌توانند تجهیزات را با سیستم‌‎های طراحی شده برای گاز طبیعی مایع (LNG) اصلاح کرده و به اشتراک بگذارند. با این حال، به دلیل انرژی حجمی کمتر، حجم هیدروژن مورد نیاز برای احتراق زیاد است. مگر اینکه از درفشانش مستقیم استفاده شود، یک اثر جابجایی شدید گاز  نیز حداکثر تنفس را مختل می‌کند و تلفات پمپاژ را افزایش می‌دهد.
	هیدروژن مایع همچنین برای خنک کردن نوترون‌ها استفاده می‌شود تا در پراکندگی نوترونی استفاده شود. از آنجایی که نوترون‌ها و هسته‌های هیدروژن جرم‌های مشابهی دارند، تبادل انرژی جنبشی در هر برهمکنش حداکثر است (برخورد الاستیک). در نهایت، هیدروژن مایع فوق گرم در بسیاری از آزمایشات اتاقک حباب استفاده شد.
	اولین بمب گرما هسته‌ای، آیوی مایک، از دوتریوم مایع (هیدروژن-2) برای همجوشی هسته‌ای استفاده کرد.